# Los Angeles Kickers
Il Los Angeles Soccer Club, chiamato nel periodo di maggior successo Los Angeles Kickers, è un club calcistico statunitense con sede a Los Angeles (California). 

## Storia
Il club, che rappresentava la comunità tedesca di Los Angeles, venne fondato nel 1951 da Albert Ebert, Fritz Ermit ed altri quattro migranti di origine tedesca. Sin dai suoi esordi il club si impose nel panorama calcistico del sud della California, aggiudicandosi il primo titolo nel 1956 grazie all'affermazione nella California State Cup, che tra l'altro si aggiudicherà per sette volte consecutive dal 1958 al 1965.
Tra il 1958 al 1964 il club raggiunse la finale di National Challenge Cup in tre occasioni. La prima finale raggiunta fu nel 1958 e venne vinta contro il Baltimore Pompei. Due anni dopo raggiunse la finale della National Challenge Cup 1960 i Kickers raggiunsero nuovamente la finale, perdendola contro gli Ukrainian Nationals.
Nel 1963 i Kickers effettuarono una tournée mondiale con tappe in Australia, Nuova Zelanda, Iran e Germania.
Ritornarono a disputare la finale di National Challenge Cup nel 1964, vincendola contro gli Ukrainian Nationals.

## Palmarès

### Competizioni statali
- California State Association Senior Challenge Cup: 8

1956, 1958, 1959, 1960, 1961, 1962, 1963, 1964, 1965

### Competizioni nazionali
- National Challenge Cup: 2

1958, 1964

### Altri piazzamenti
- U.S. Open Cup:

Finalista: 1960